# César Marcano
César Mervin Marcano Sánchez (Carabobo, 22 de outubro de 1987) é um ciclista profissional venezuelano. Competiu no Jogos Pan-Americanos de 2015.